# Palicanus
Palicanus caudatus  es una especie de araña araneomorfa de la familia Miturgidae. Es el único miembro del género monotípico Palicanus. Es originaria de Birmania, Indonesia, China y las Seychelles.